# Famille Giovanelli
Pour les articles homonymes, voir Giovanelli.
 (juillet 2024).

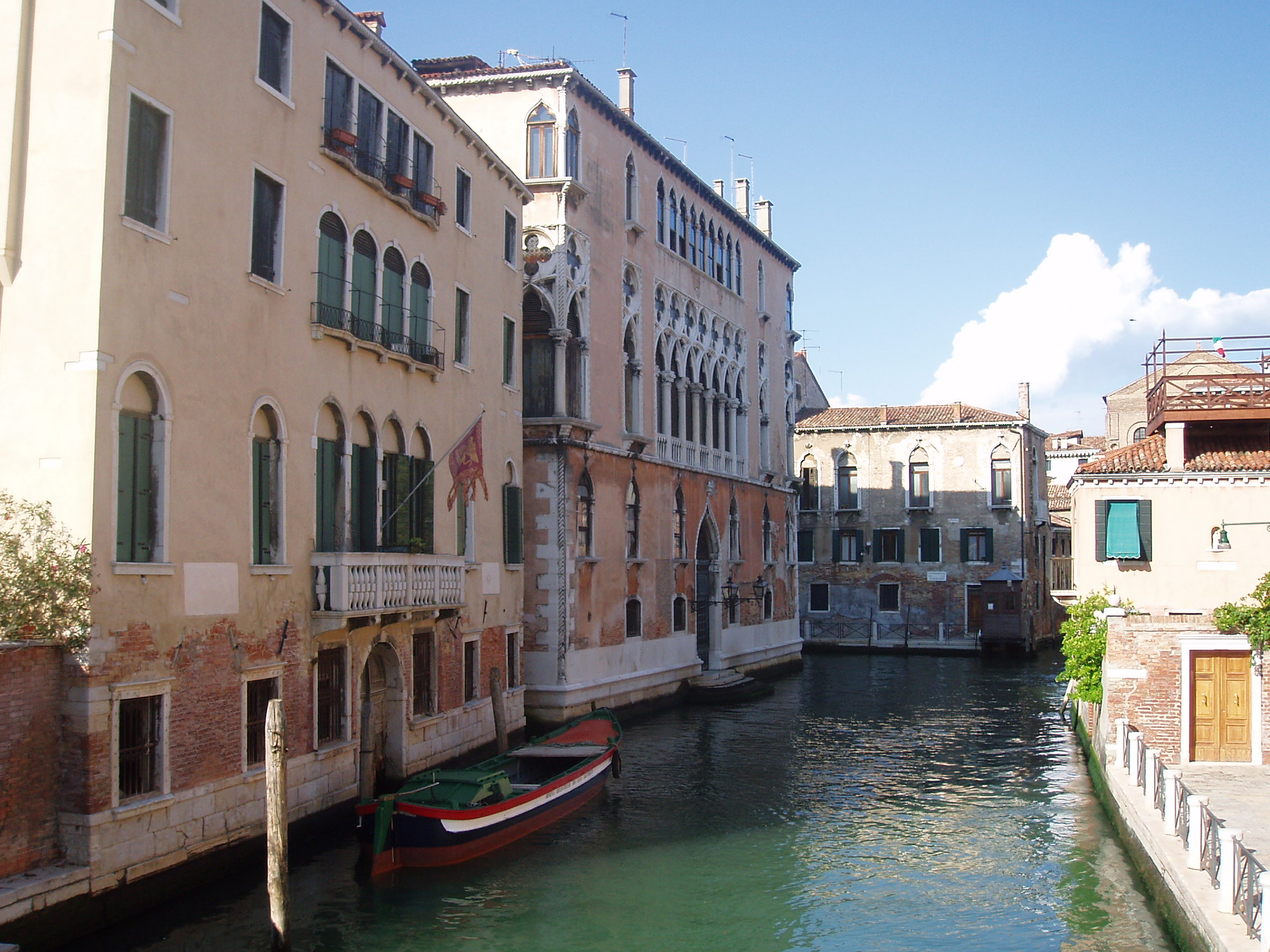
Palais Pasqualigo Giovanelli

La famille Giovanelli est une famille patricienne de Venise, au service de la Maison d'Autriche

## Historique
La famille Giovanelli est originaire de Bergame, avant de s'installer à Venise, en 1668, pour y acheter leur agrégation à la noblesse locale.
Ses membres ont reçu les titres de Barons du Saint-Empire, comtes de Morbegno, Castel Telvana, Castel San Pietro et Carpenedo, seigneurs de Caldaro et Laimburgo, de Castel della Pietra et Caliauro, les fiefs de Marengo et Pontida; nobles du Royaume de Hongrie et de Passau.

## Personnalités
- Ludovico Flangini Giovanelli (1733-1804), évêque et cardinal.
- Federico Maria Giovanelli (1726-1800), évêque et patriarche de Venise (1776-1800).

## Armes
Les armes des Giovanelli se composent  d'un écu écartelé par une grande croix d'argent élargie aux extrémités ; le premier et dernier quartier sont d'or avec une aigle noire couronnée membrée et becquée de gueules, le second et troisième d'azur avec un vaisseau à voiles déployées d'argent, dans lequel il y a un ou deux hommes, qui tendent vers un rivage posé au canton droit du quartier. La légende dit qu'ils ont pris ces deux quartiers pour marquer la venue de la famille de Grande-Bretagne en Italie.